# 叔夷
叔夷（?—?），春秋时期齐国的大夫，原是宋国人，宋穆公的后裔。齐灵公十五年（前567年），叔夷率军参与击灭莱国，齐灵公赏给他莱国的两个都邑和三百个属县、奴仆三百五十家。有文物遗寸叔夷鐘、叔夷镈。